# キンシサンゴ
キンシサンゴ（Flabellum deludens Marenzeller,1904）は、水深100から600メートルに生息する非固着性の単体性イシサンゴ類の一種。扇子型の小型骨格を持つ。本来は移動能力を持たないが、生育に適さない環境になると、軟体部に大量の海水を吸い込んで風船の様に膨らみ、底面から浮き上がって水流に乗って移動する。軟体部から足糸状や膜状の派出物を形成し、他の硬い基質に一時的に着生する。